# العربية الأمريكية للسيارات
العربية الأمريكية للسيارات هو مصنع سيارات مصري مقره في القاهرة انشئ في 1977
تنتج الشركة العديد من السيارات برخص من عدد من الشركات الأجنبية.

## صور

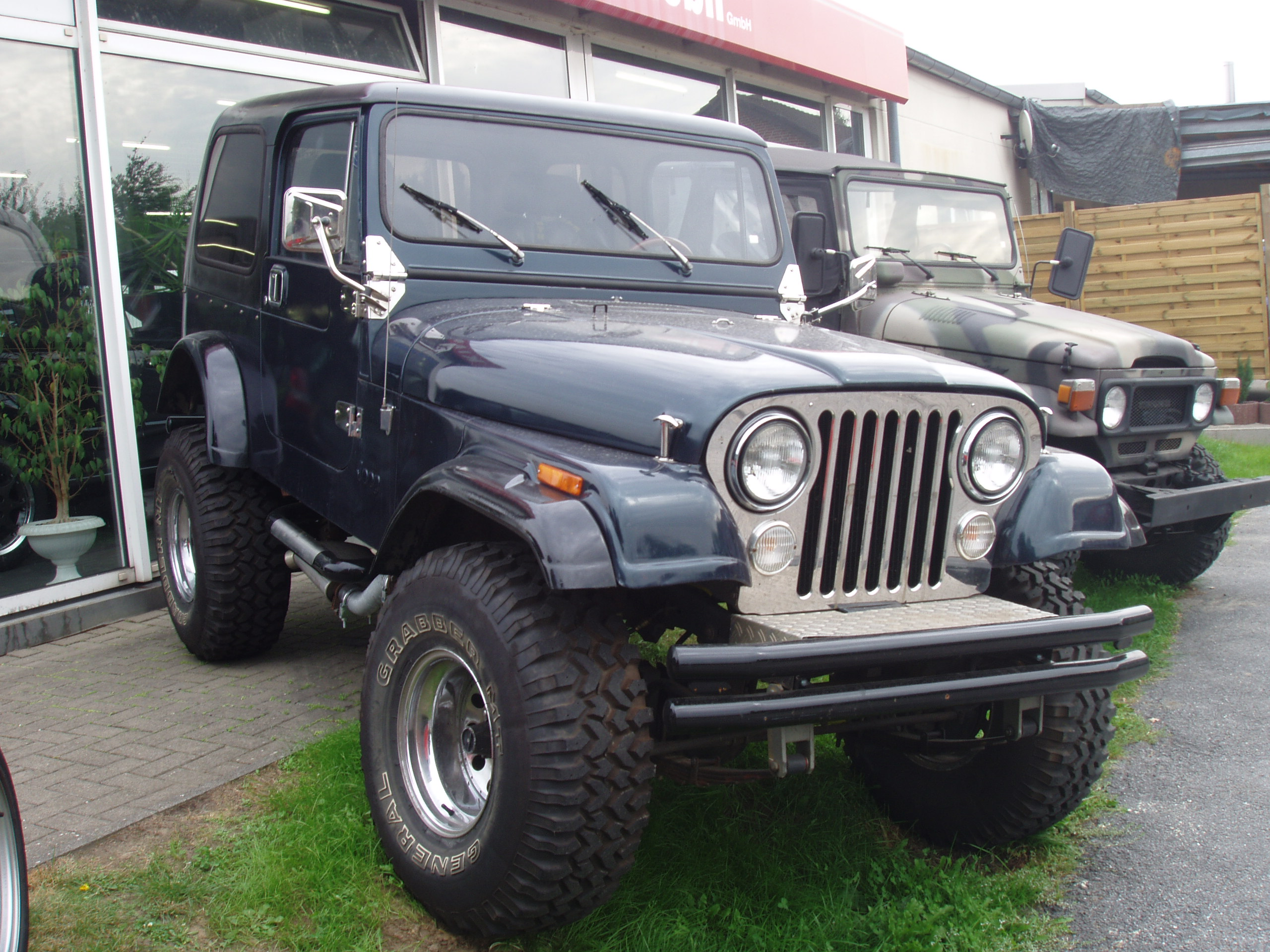
جيب سي جي Jeep CJ-7 1978-1986
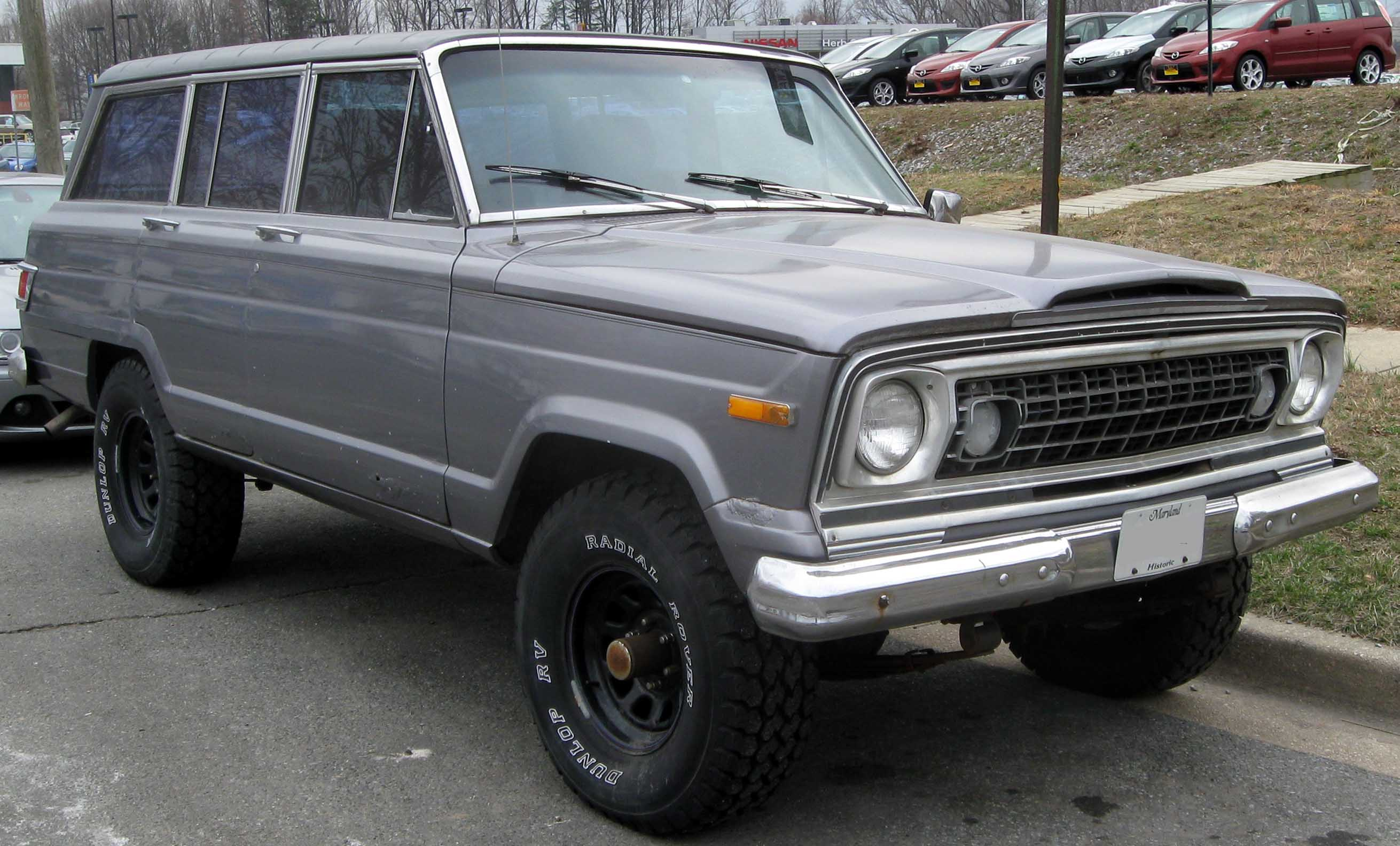
جيب واجونير (سي جي) Jeep J20 1978-1982
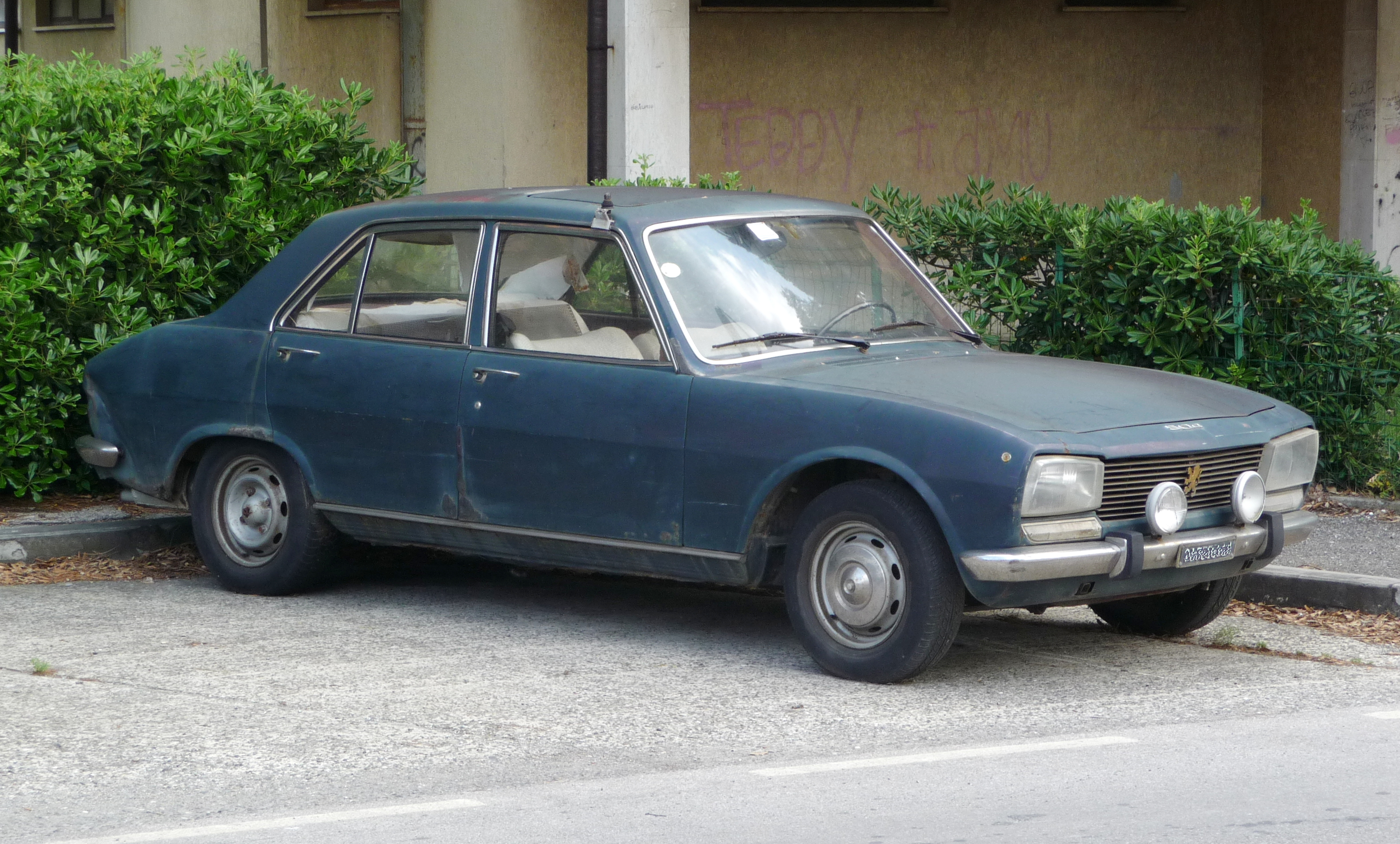
504 Peugeot 504 1978-1979
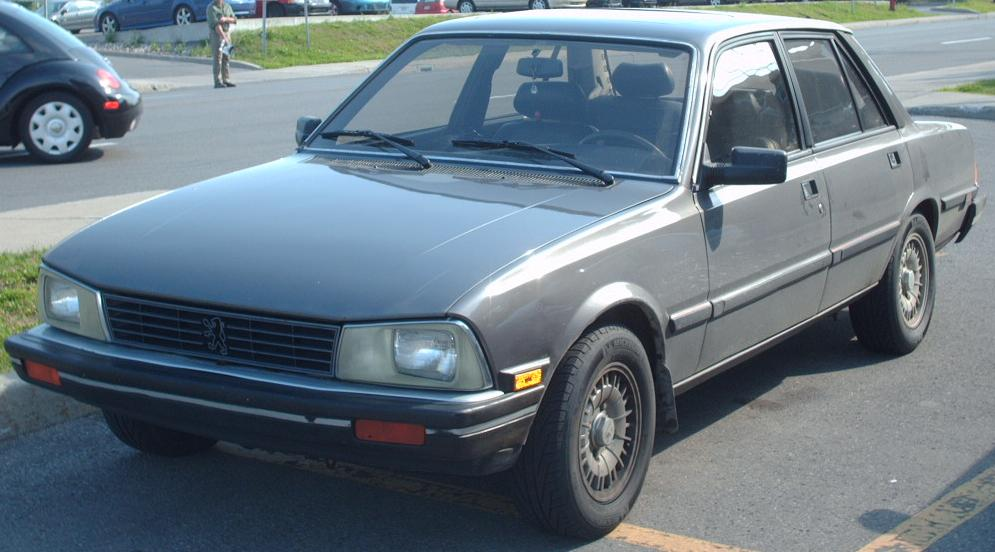
بيجو 505 Peugeot 505 1979-1999
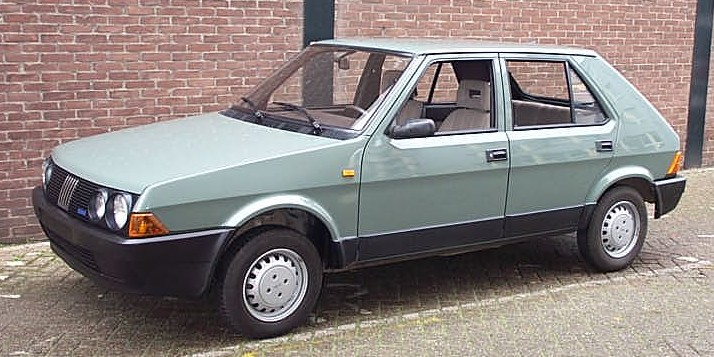
سيات ريتمو Fiat Ritmo 1982–1984
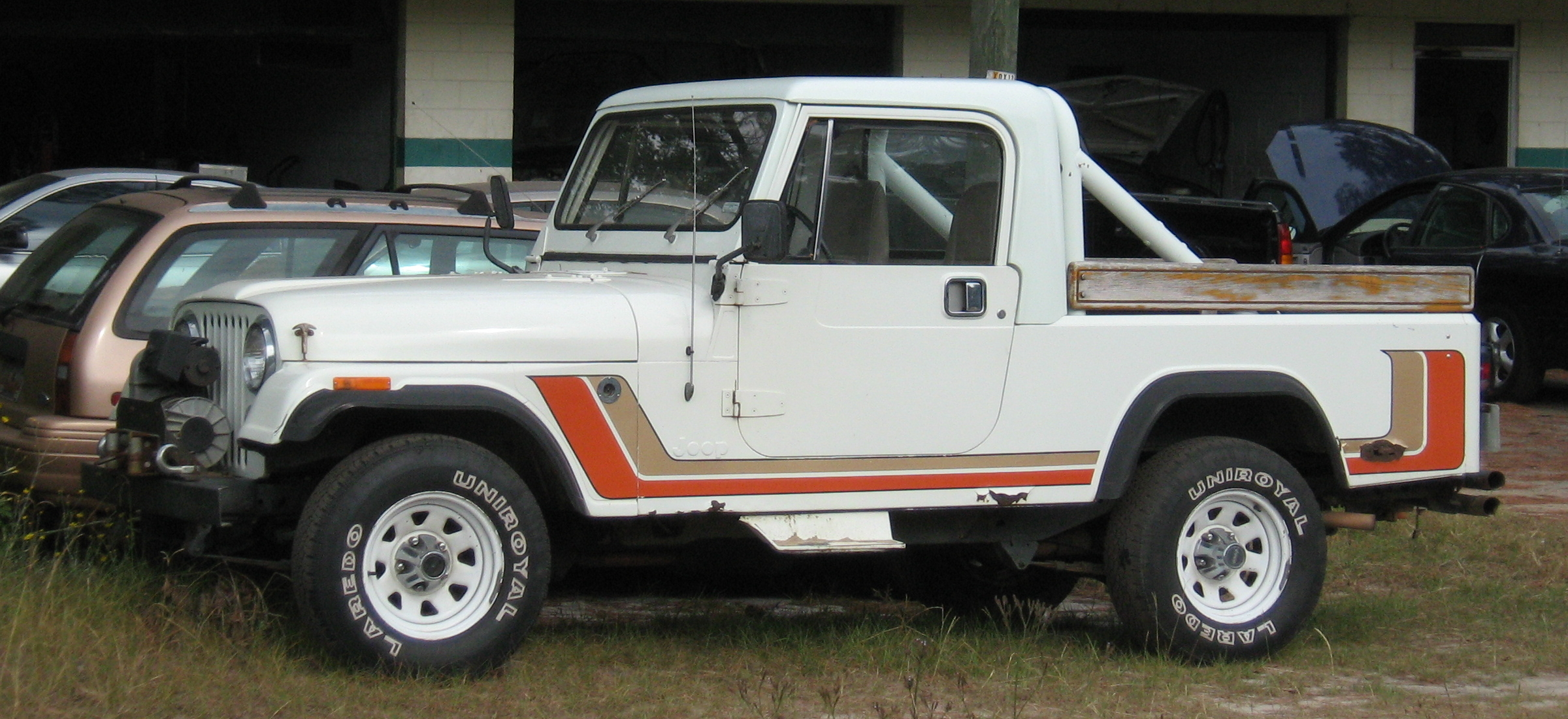
جيب سي جي Jeep CJ-8 1982-1986
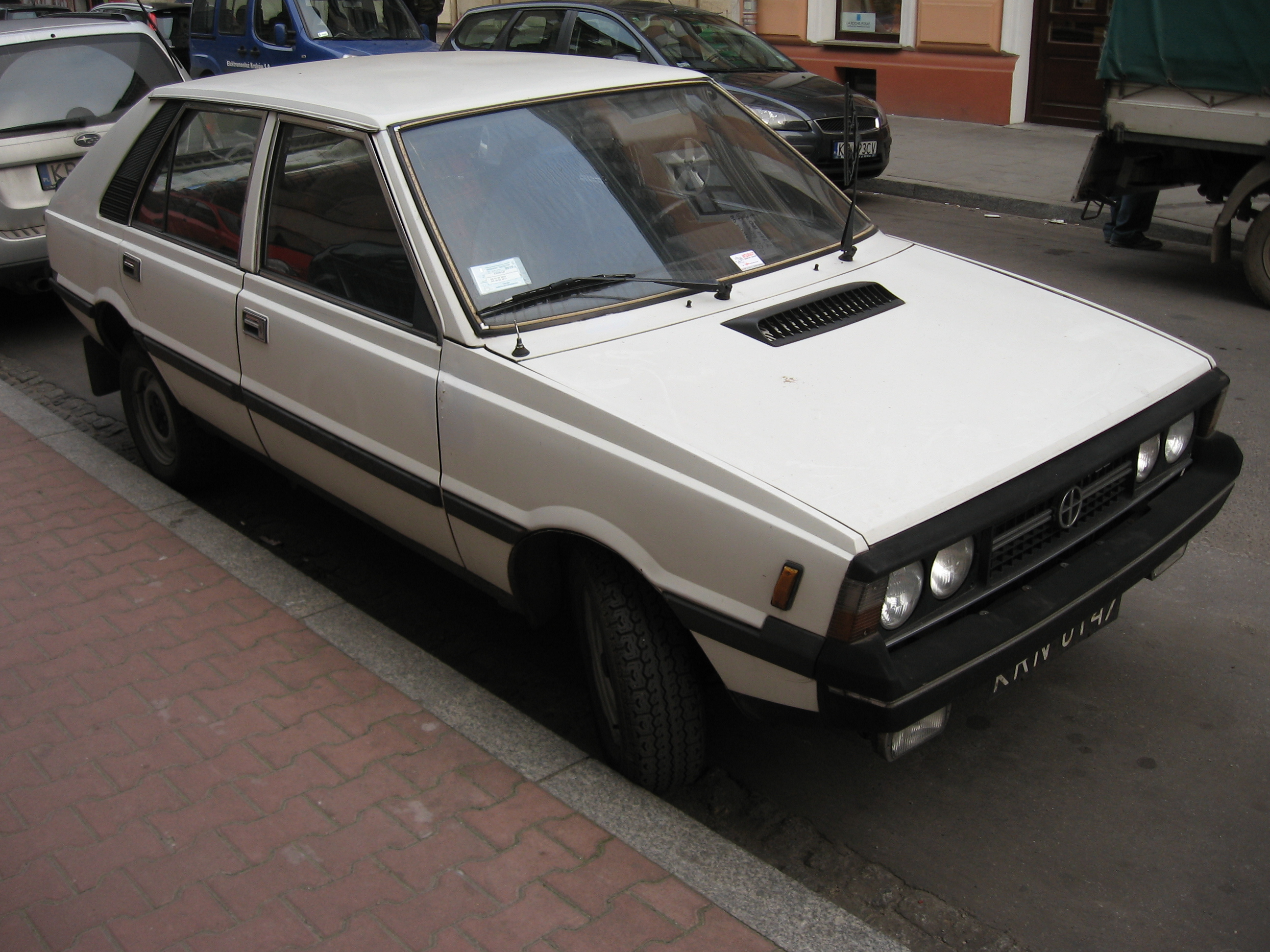
نصر بولونيز FSO Polonez MR'83 1984–1986
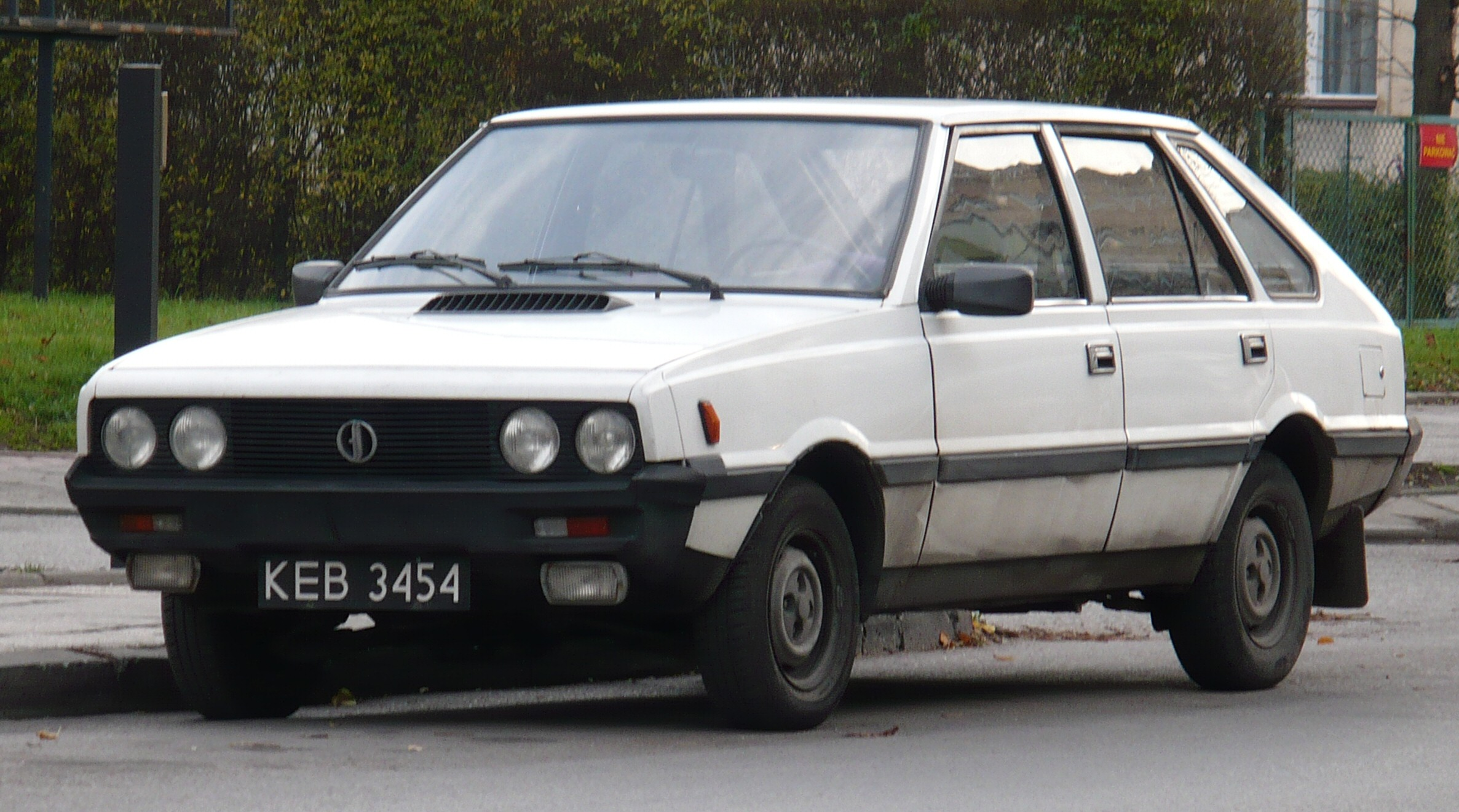
نصر بولونيز FSO Polonez MR'86/87 1986–1989
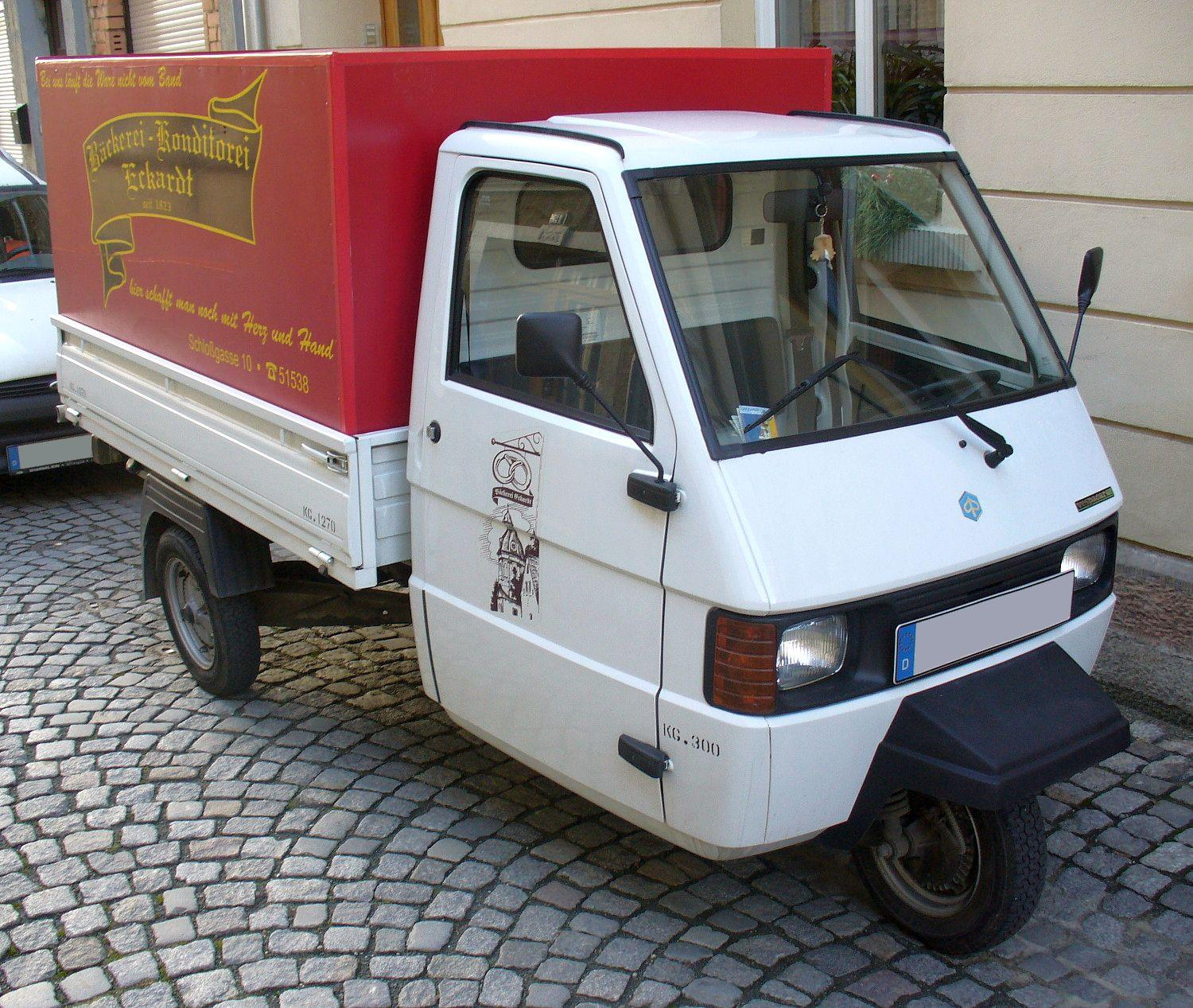
فيسبا Piaggio Vespa 1986–1987
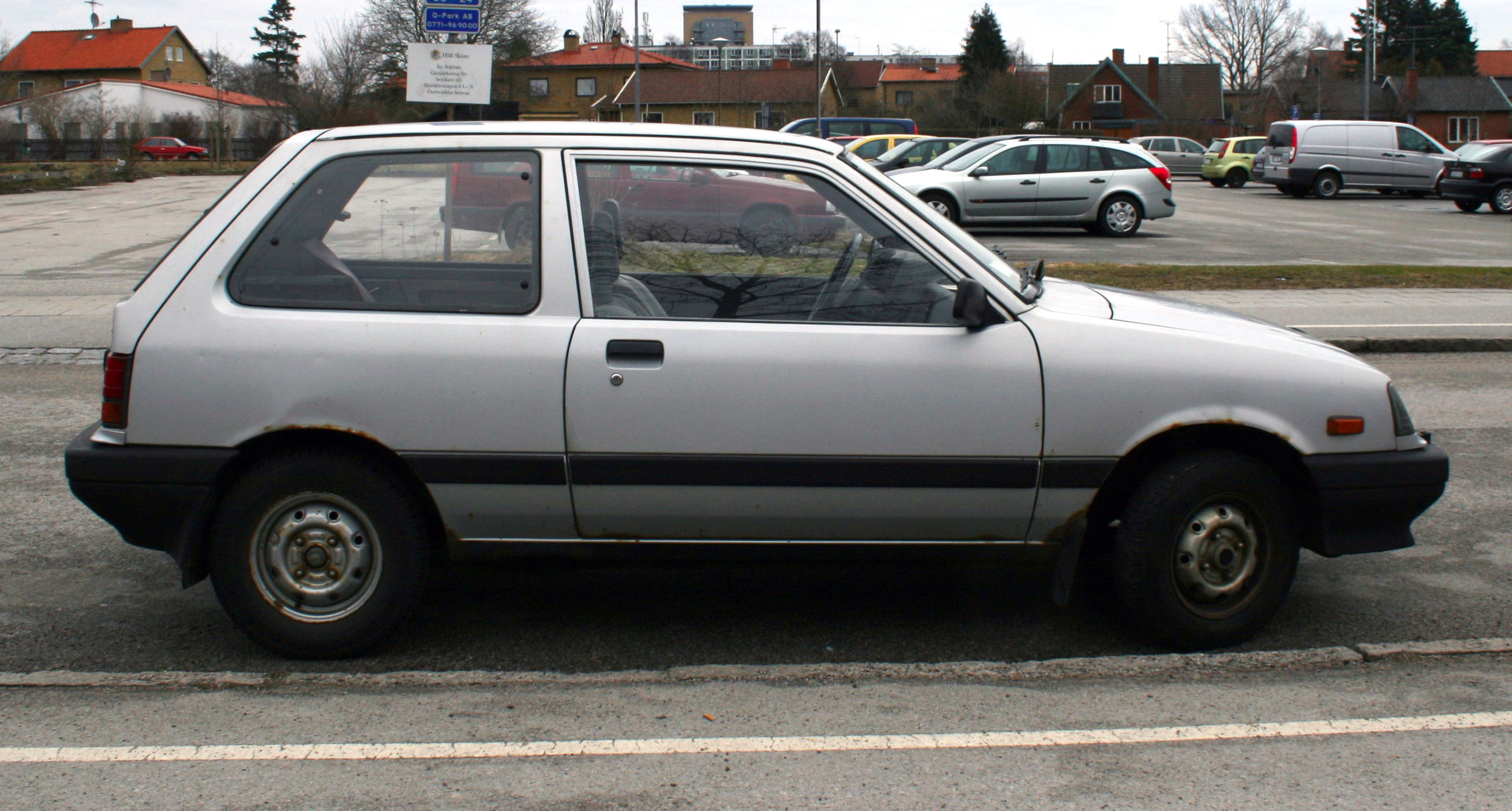
Suzuki Swift Suzuki Swift 1987
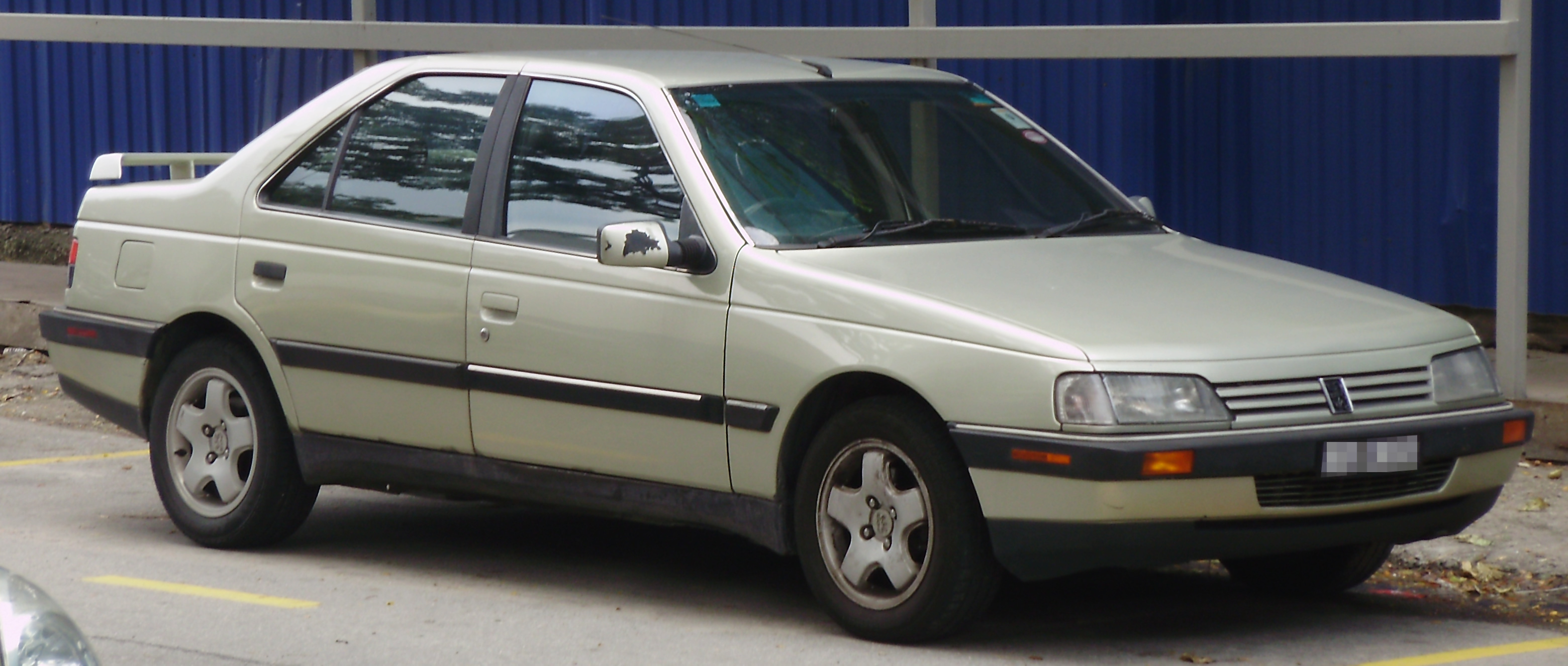
بيجو 405 Peugeot 405 since 1992
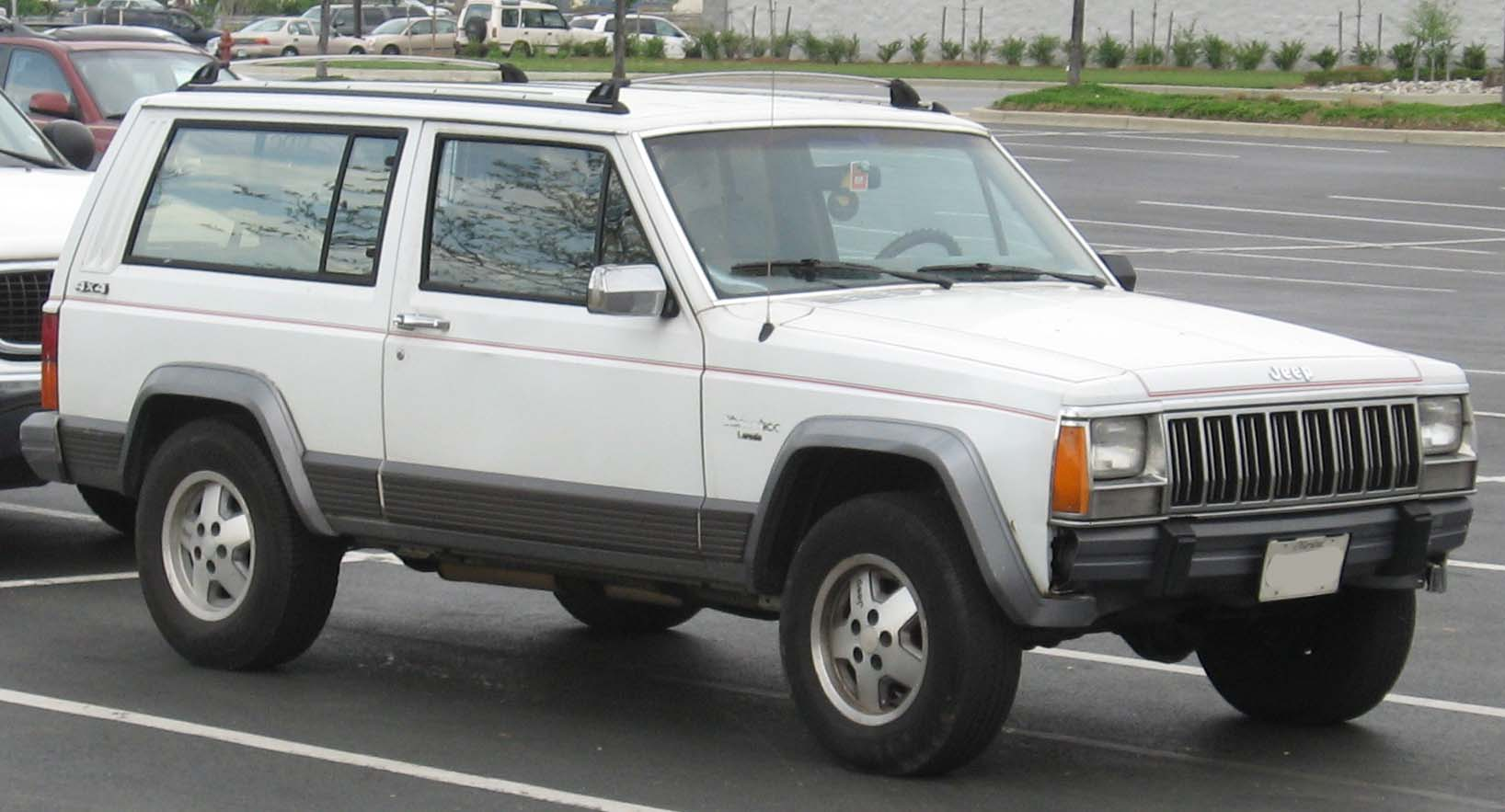
جيب شيروكي (أكس أل) Jeep Cherokee 1992-1997
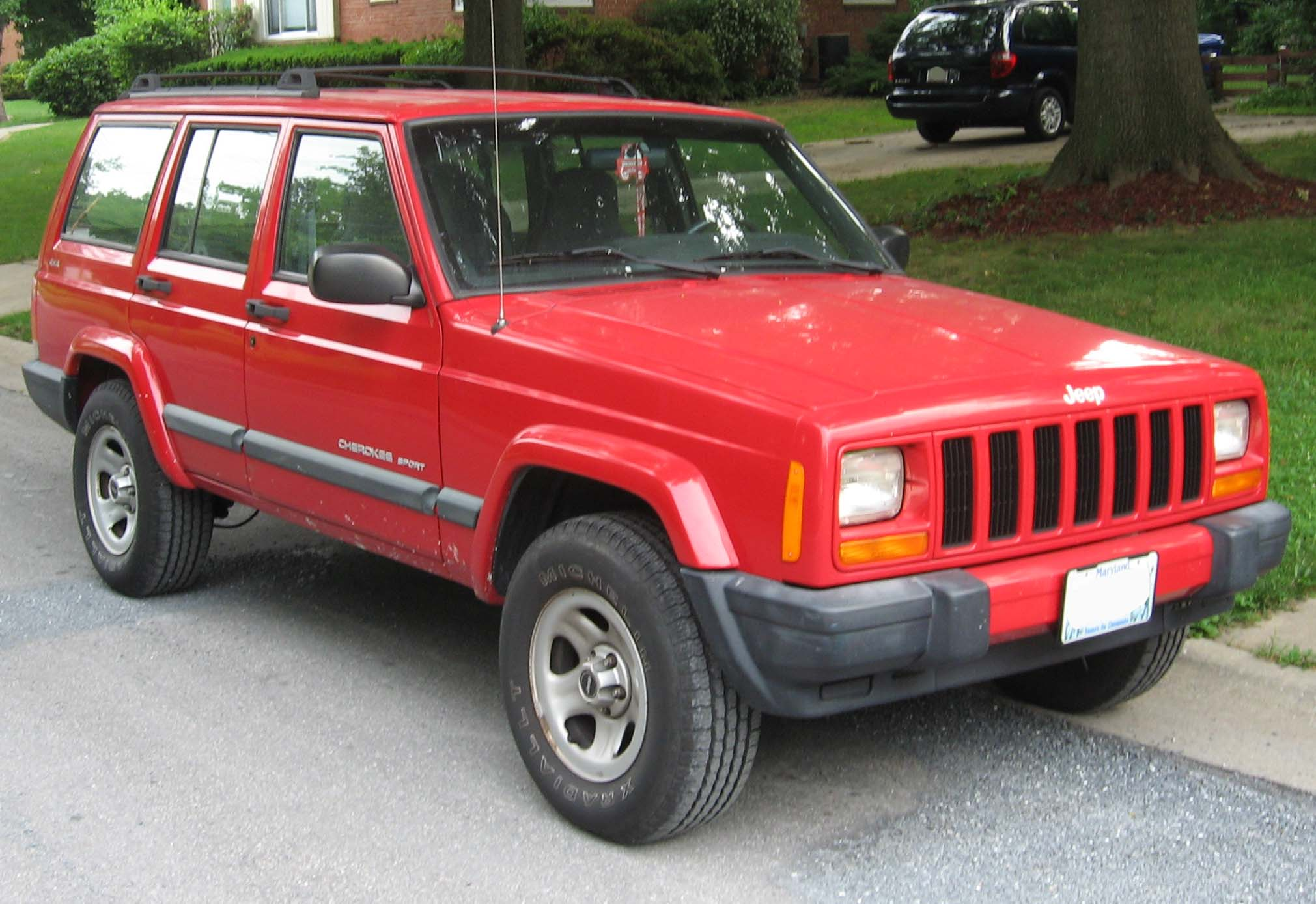
جيب شيروكي (أكس أل) Jeep Cherokee 1997-2001
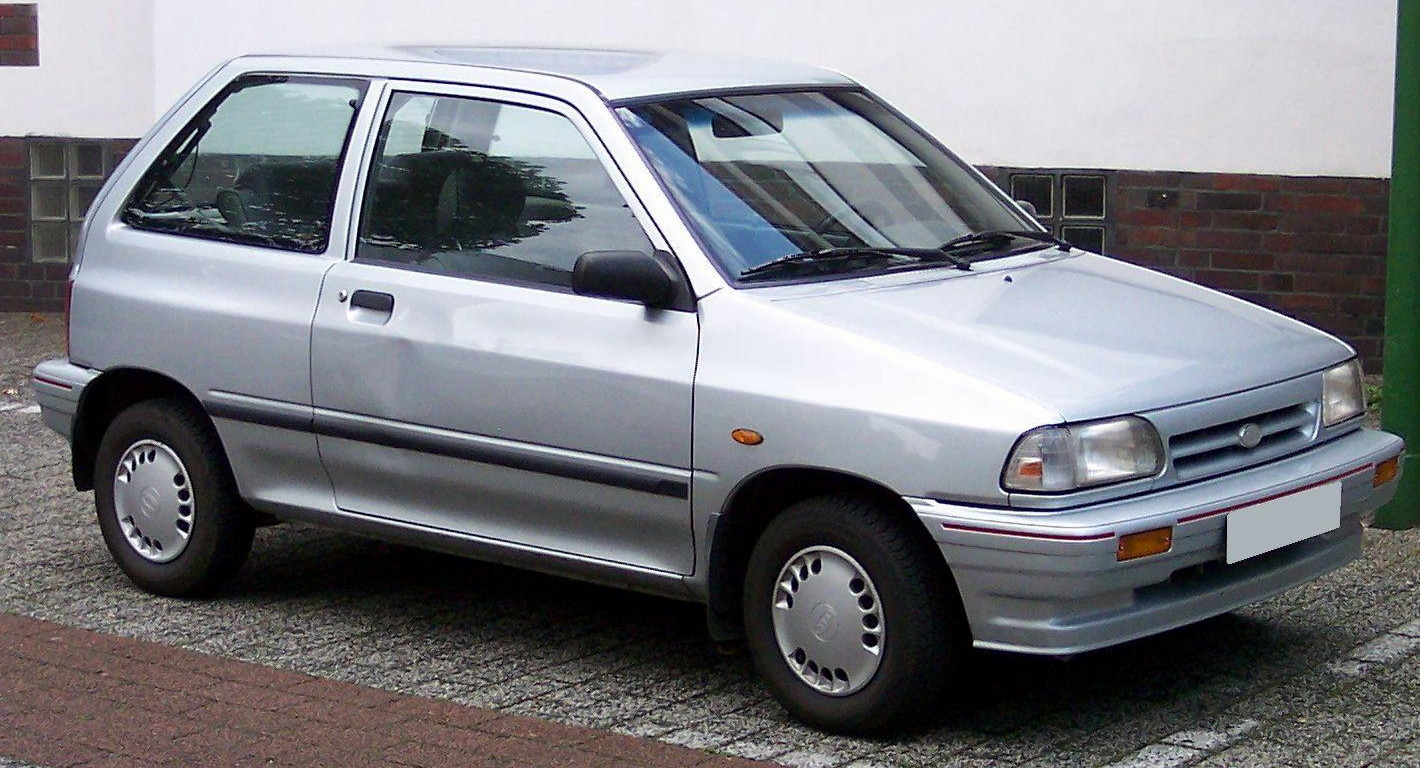
Kia Pride Kia Pride 1998-2002
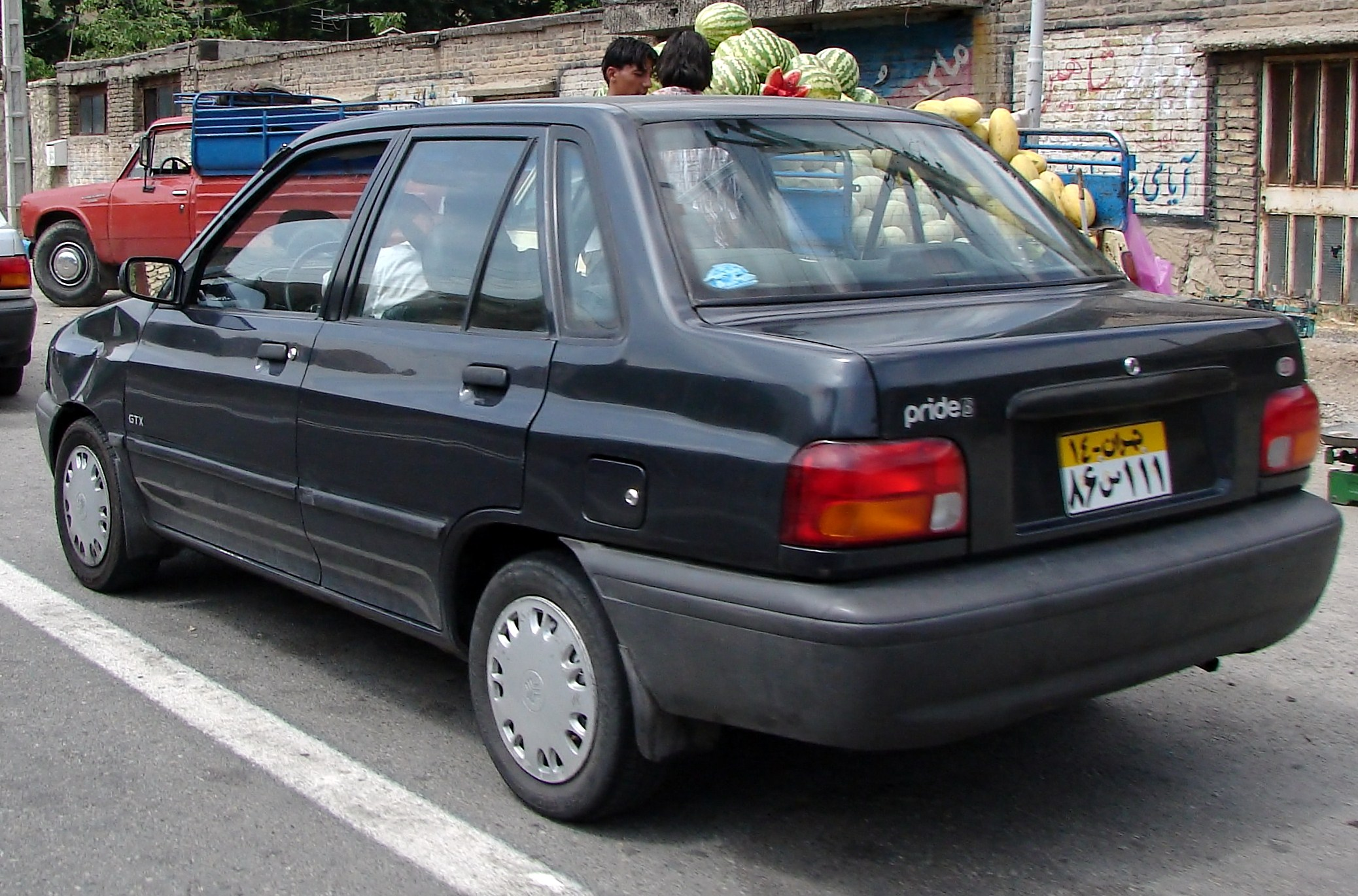
Kia Pride Kia Pride Saloon 1998-2002
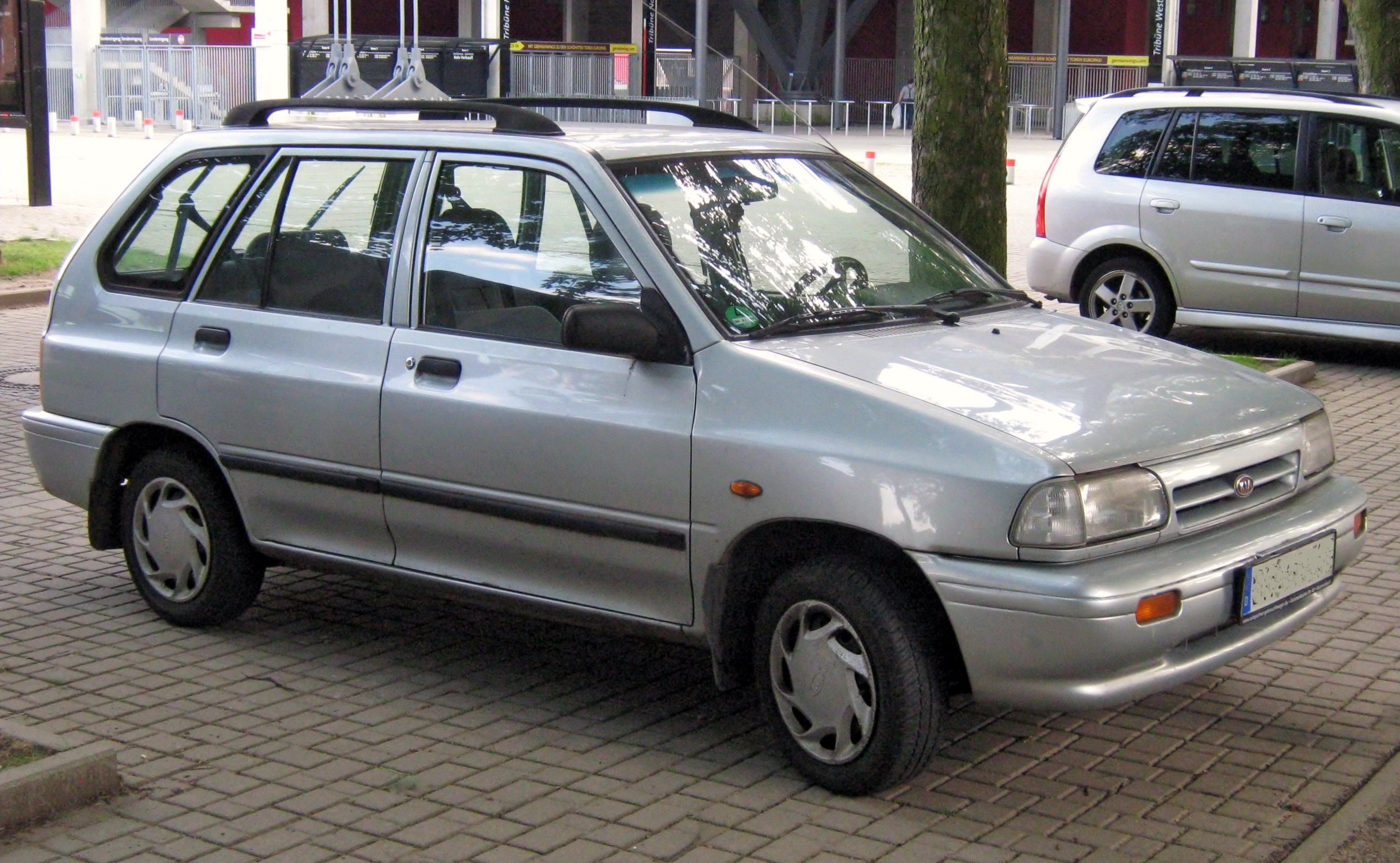
Kia Pride Kia Pride Wagon 1998-2002
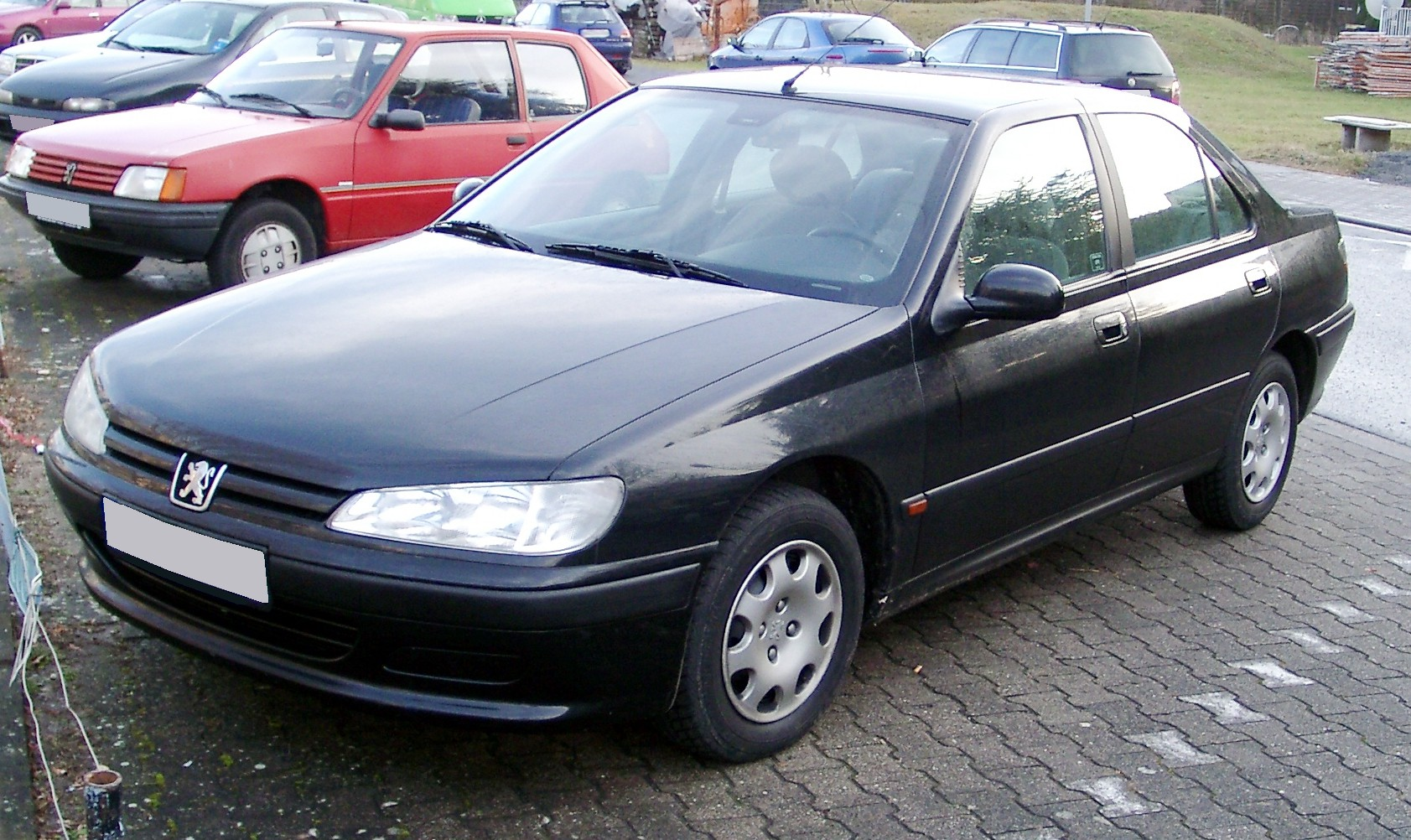
بيجو 406 Peugeot 406 1999-2004
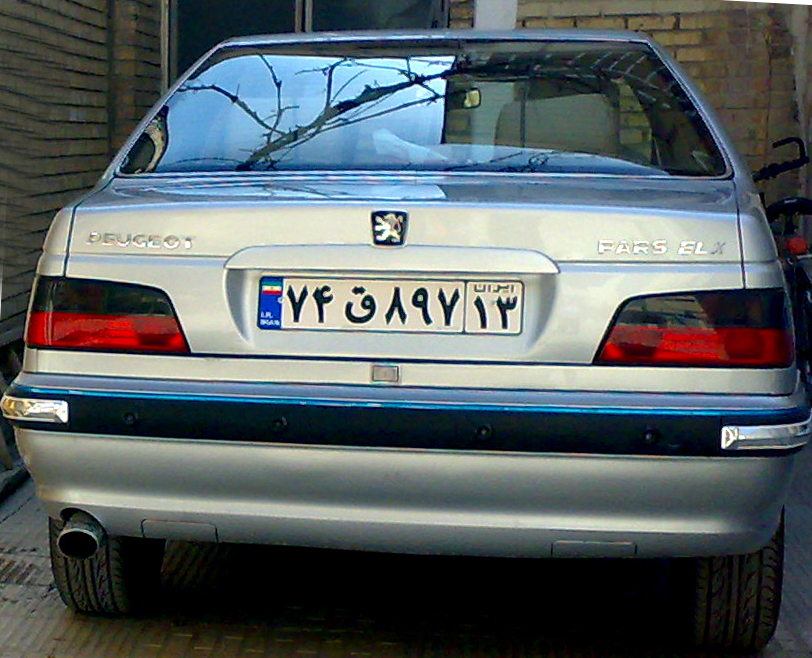
Peugeot Pars Peugeot Pars since 1999
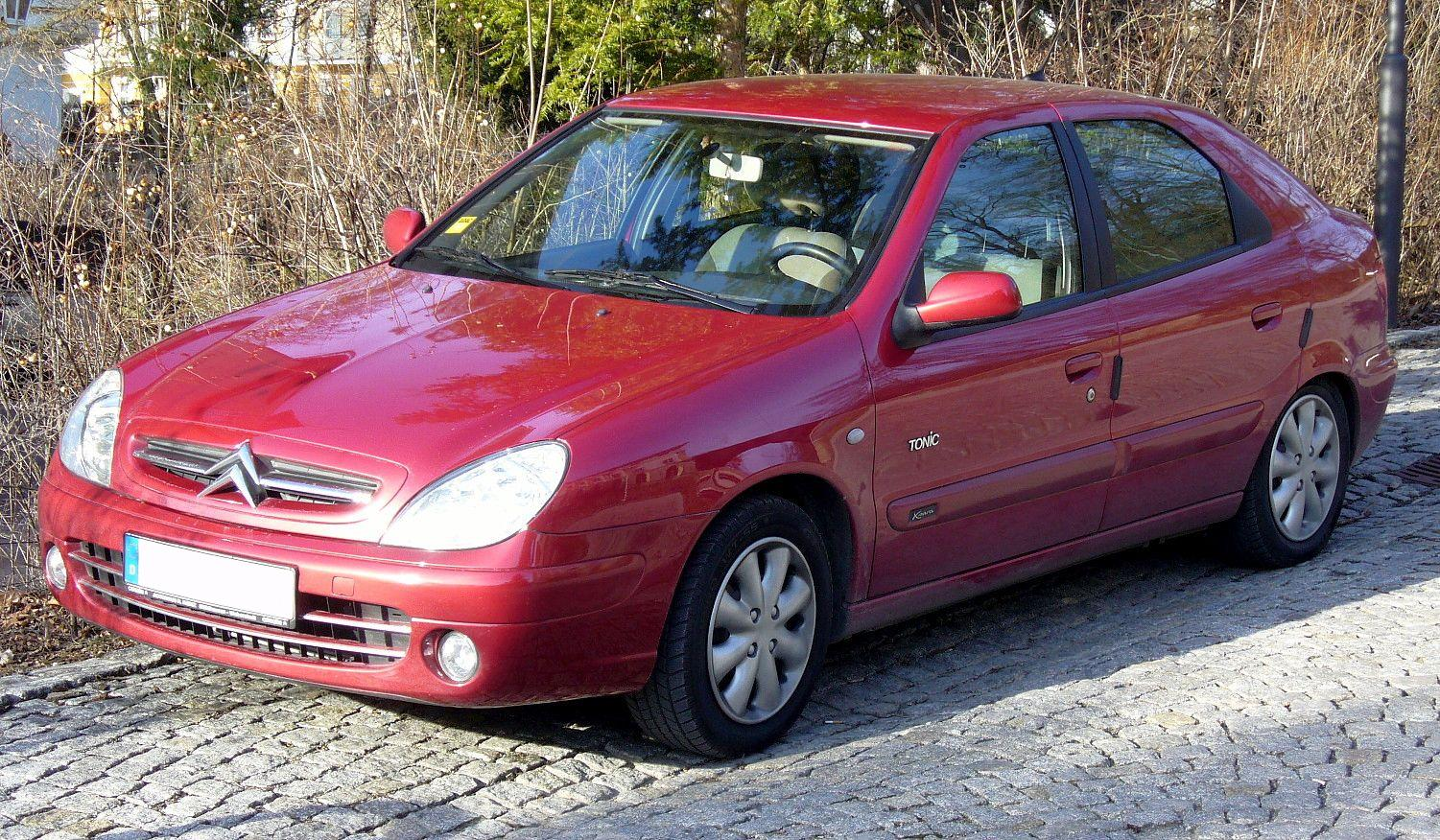
سيتروين إكسارا Citroën Xsara Alpha 2000-2006
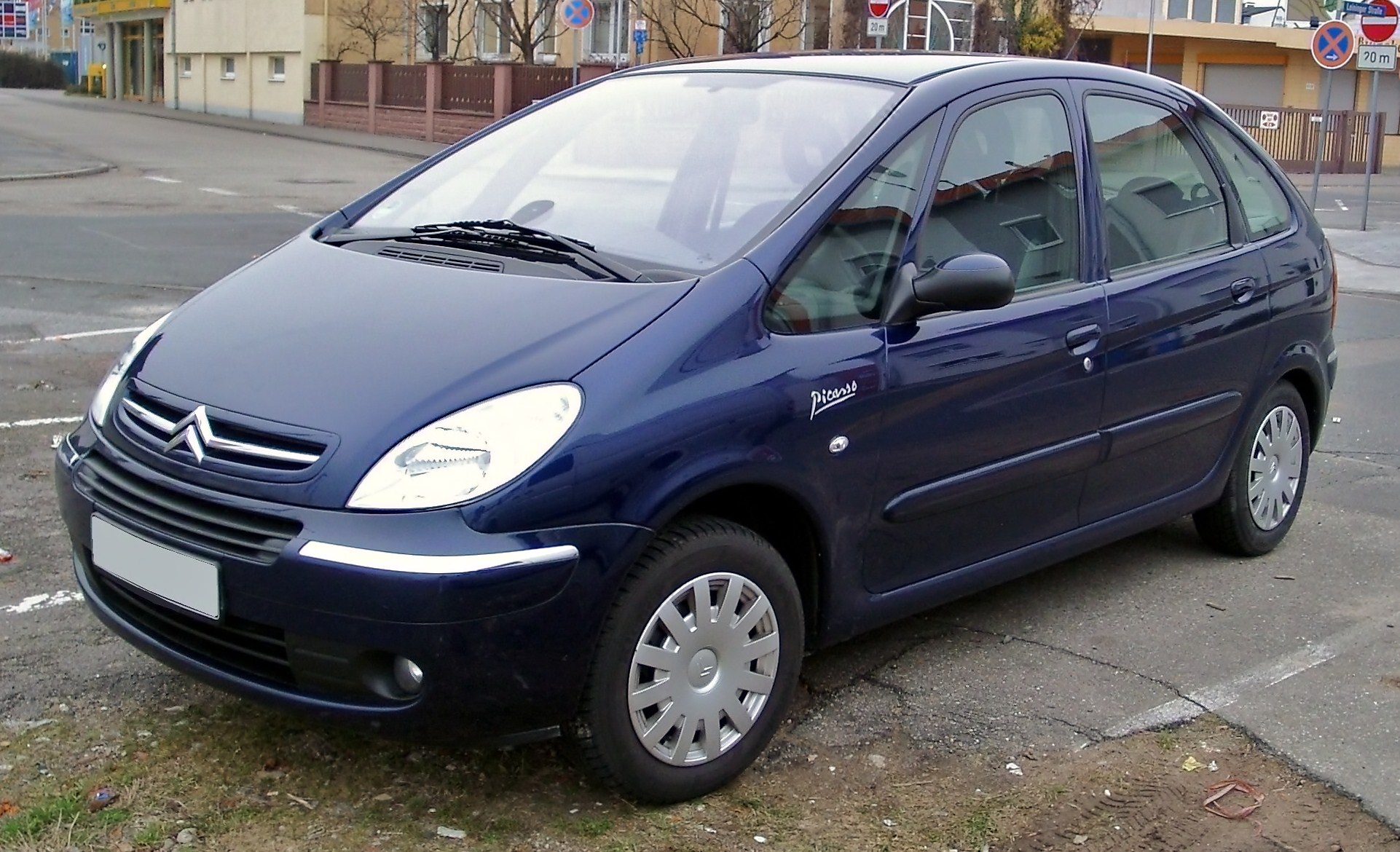
Citroën Xsara Picasso Citroën Xsara Picasso since 2000
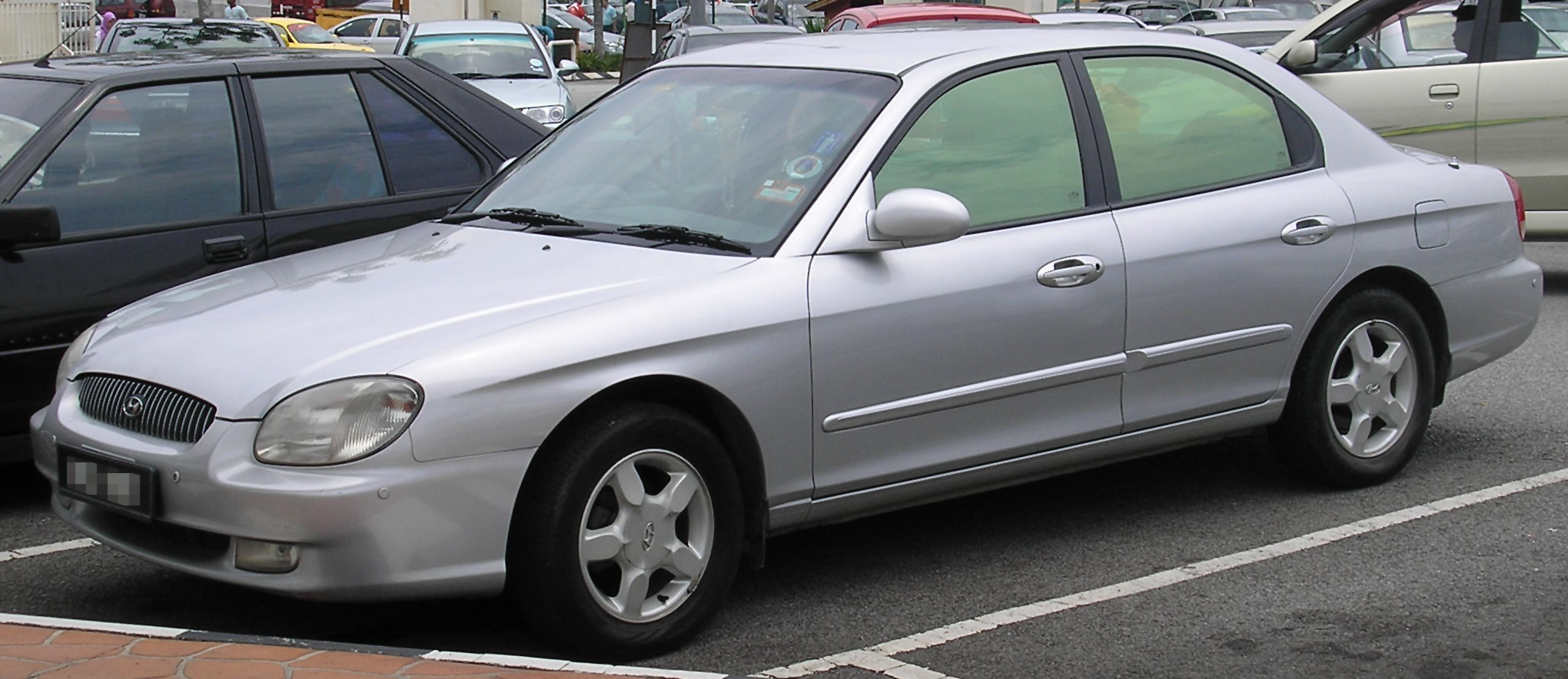
هيونداي سوناتا Hyundai Sonata Prima 2000-2001
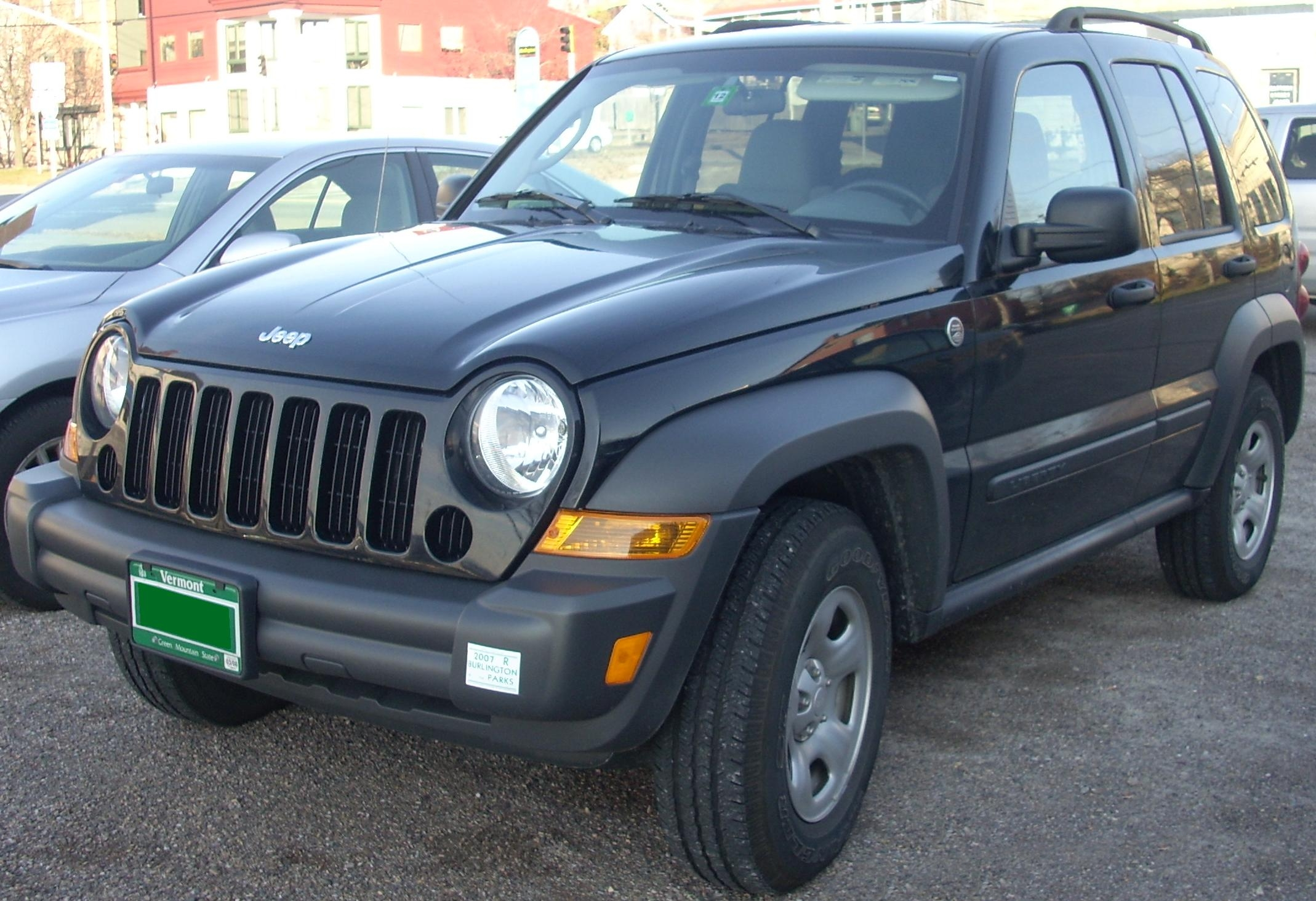
جيب ليبرتي Jeep Cherokee 2001-2008
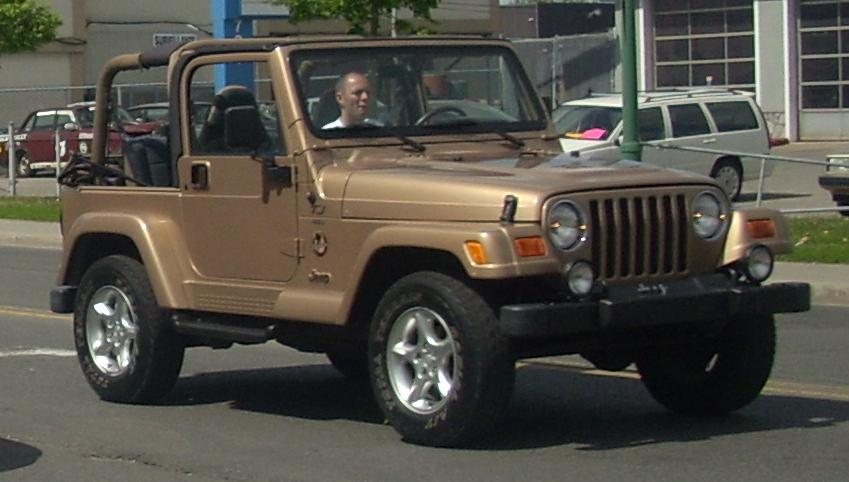
جيب رانجلر Jeep TJL 2003-2008
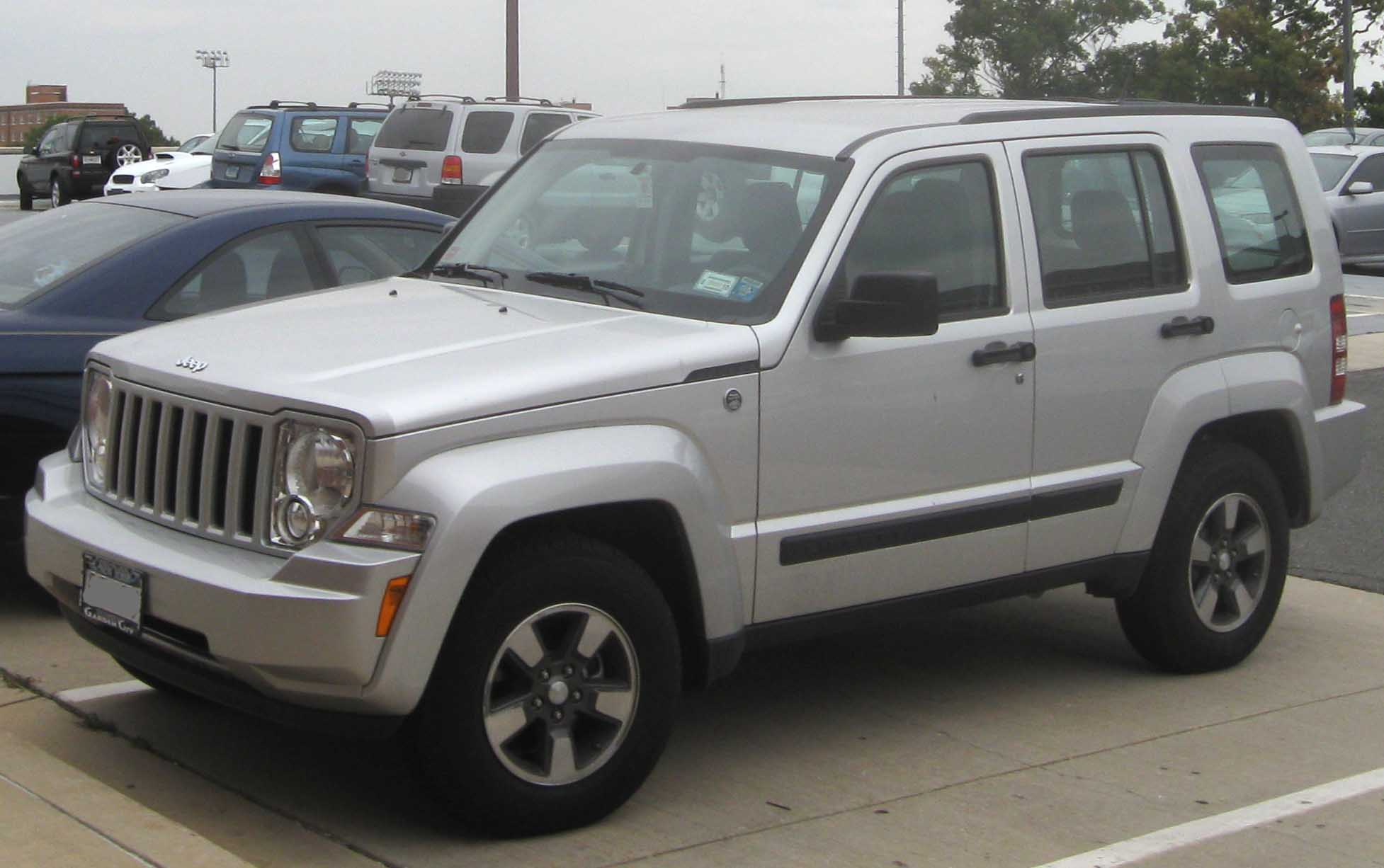
جيب ليبرتي Jeep Cherokee since 2008
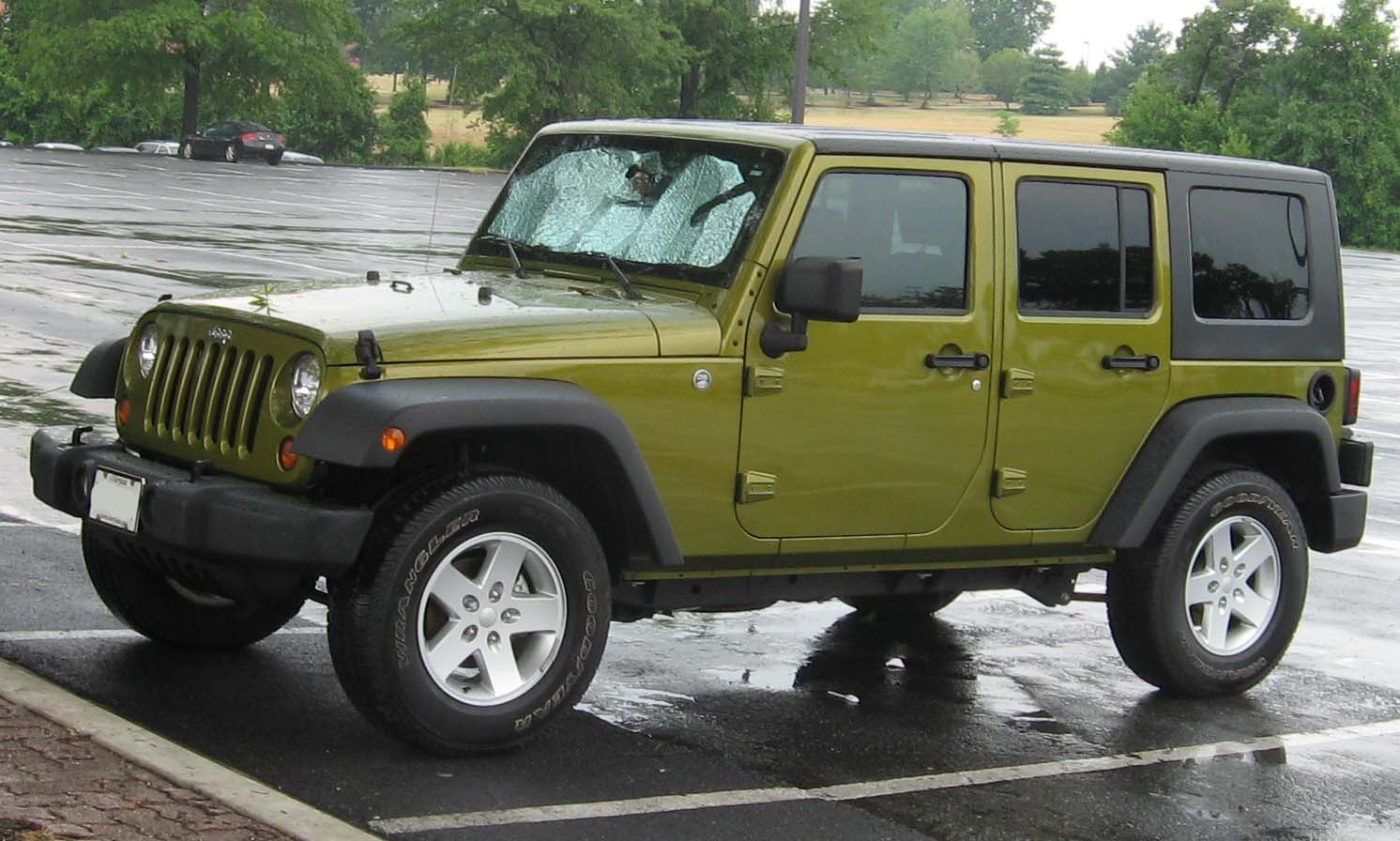
جيب رانجلر Jeep J8 since 2008
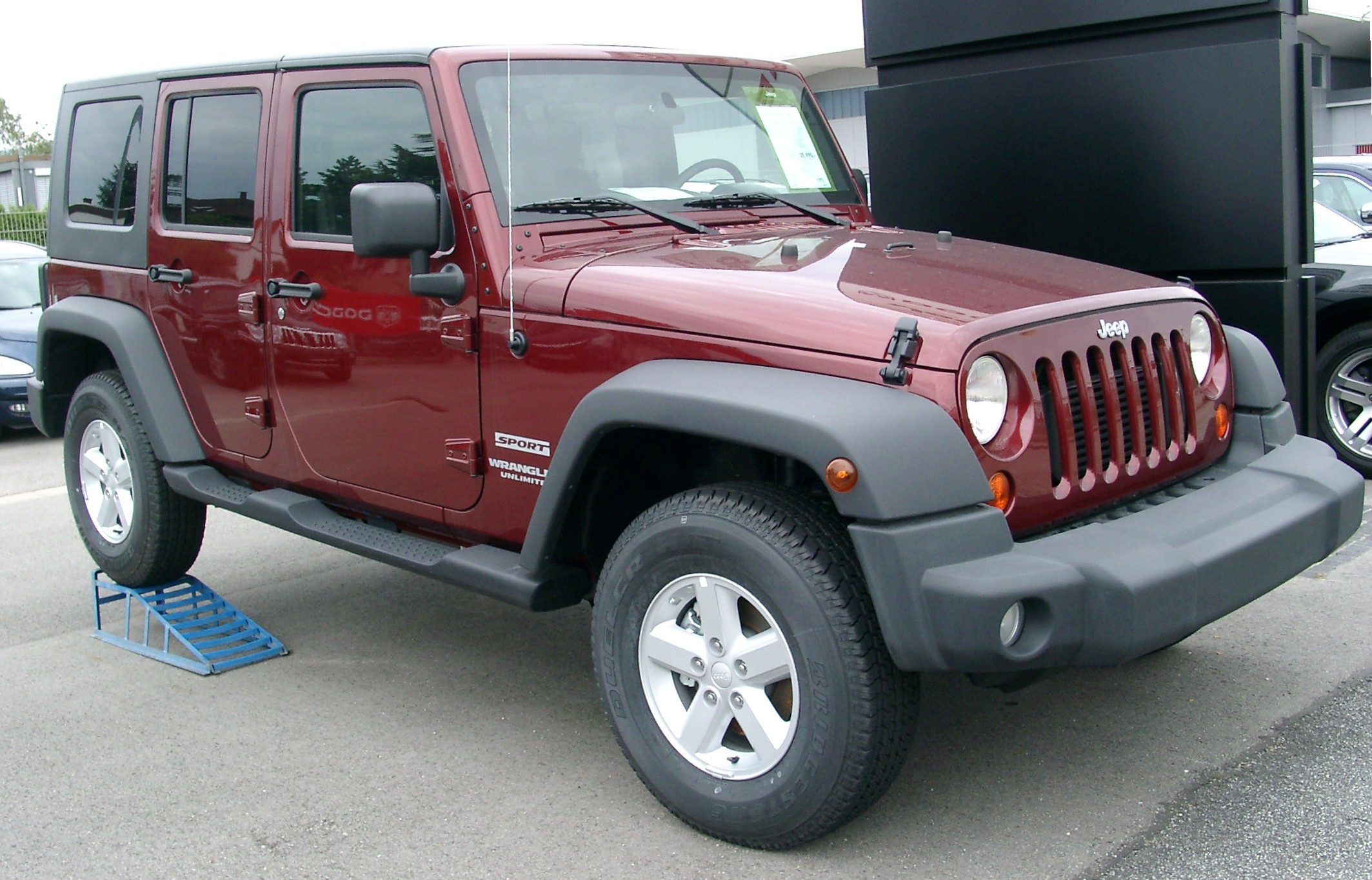
جيب رانجلر Jeep TJL-J8 since 2008

## وصلات خارجية
- Official website